# I"s
I"s (яп. アイズ, айдзу) — манґа художника Масакадзу Кацури, що виходила з 1997 по 1999 рік в журналі Weekly Shonen Jump видавництва Shueisha, пізніше вона була видана у 15 томах.
У 2002 році студія Studio Pierrot за мотивами манги I"s створила OVA-серіал, проте він не отримав широкого визнання фанатів оригінальної манги1[джерело?], вийшло лише дві серії. Але незважаючи на невдачу OVA, популярність манґи змусила Studio Pierrot у співпраці зі студією ARMS випустити в 2005 році новий варіант OVA-екранізації під назвою I"s Pure, тобто «Чистий Айдзу», що мало підкреслити відмінність нового серіалу від попередньої спроби та відданість його сюжетним лініям манґи.1[джерело?]
Мангу офіційно перекладено англійською мовою.
Назва манґи походить від початкових літер імен головних персонажів, записаних ромадзі, всі вони починаються на «i». Також є інформація, що воно може записуватися ієрогліфами 愛図айдзу, що можна перекласти як «карта кохання» .У 2008 році мангу було продано тиражем 10 мільйонів копій.

## Сюжет
Після того як Іорі Йосідзукі знялася в журналі в одному бікіні, вона різко стала популярною в школі, але тепер їй не дають проходу різні збоченці. І тепер практично всі хлопці в школі йдуть на все, щоб побачити або зафільмувати Іорі повністю оголеною. Весь час захистити Іорі намагається її однокласник Ітітака Сето. Це намагається захистити Іорі, тому що він закоханий у неї, і тепер їм доводиться бути поруч, тому що вчитель поставив їх у пару і сказав, що вони мають на вечірці зіграти сцену «Двоє в пальто».
Якось Іорі під приводом роботи заходить у будинок до Сето, але потім Сето дізнається, що до нього приїхала давня подруга дитинства Іцукі Акіба і вона спричинила нове непорозуміння між Іорі та Сето. Акіба з'являється в школі і каже, що любить Сето, це все обертається звичайним жартом Акіби, але після цих слів Сето починає повертатися і думати про слова Акіби. Але, здається Акіба навіть хоче допомогти відносинам Іорі та Сето, ось тільки постійні жарти Акіби розжарюють обстановку. І тепер стоїть важливе питання, чи будуть Іорі та Сето разом чи їм знову щось завадить.

## Персонажі
Ітітака Сето (яп. 瀬戸 一貴, Це Ітітака) — 16-річний школяр. У дитинстві пережив душевну травму — дівчинка, яка йому подобалася, відкинула його почуття. Після цього Сето вирішив, що свої справжні почуття в жодному разі не можна відкривати, оскільки в такому разі завжди залишається надія на взаємність. Коли в його клас, три роки тому (по відношенню до часу, що описується в манзі), перевели Іорі Йосідзукі, Ітітака негайно закохався в неї, проте тримався з нею навмисне холодно, це виходило у нього досить добре, хоча він і не зміг приховати своїх почуттів до Іорі від свого найкращого друга — Тератані, який у міру своїх сил і здібностей став допомагати однокласнику. Характером Сето благородної адже він намагався захистити Іорі від хлопців, що приставали до неї. У Сето ніяк не виходило зізнатися Іорі в коханні і він часто звертав увагу на інших дівчат чим час від часу розпалював свої стосунки до Іорі. У присутності Іорі Ітітака намагається стримувати свою надто буйну та збочену фантазію. Сейю: Такахіро Сакураі
Іорі Йосідзукі (яп. 葦月 伊織, Йошізукі Іорі) — школярка, розумниця та красуня, мріє стати актрисою та займається у шкільному драматичному гуртку. Після переведення в новий клас закохалася в однокласника Ітітаку Сето, але боялася йому зізнатися. Якось Іорі знялася в журналі в одному бікіні і тому до неї почали чіплятися різні хлопці зі школи. На початку манги Іорі вважала Сето таким же, як і хлопці, які до неї пристають. Іорі дуже скромна і практично не може за себе постояти. Спочатку Іорі навіть думала, що Акіба дівчина Сето. Першим кроком її стосунків із Сето стало те, що вчитель обрав їх для виступу на вечірці. Сейю: Кумі Сакума
Іцукі Акіба (яп. 秋葉 いつき, Акіба Іцукі) — подруга дитинства Сето, підбадьорювала його після тієї невдачі на любовному фронті. Талановитий скульптор, вона поїхала з батьками до Америки. Несподівано повернувшись до Японії та зупинившись у будинку Сето, Іцукі стала причиною непорозуміння між Сето та Іорі, яка зайшла до нього в гості під приводом роботи над номером. Іорі прийняла Іцукі за дівчину Ітітакі, в чому була певна частка правди, так як Іцукі ще з дитинства любила Сето, та й сам хлопець був зовсім не такий байдужий до неї як хотів показати. Акіба має дуже непередбачуваний і химерний характер. Сейю: Тамакі Наканісі
Ясумаса Тератані (яп. 寺谷 靖雅, Тератані Ясумаса) — найкращий друг і однокласник Ітітаки, непоправний веселун, кутила і бабник. Дізнавшись про всю підноготну почуттів Сето до Йосідзуки, Тератані негайно почав надання «гуманітарної допомоги» своєму надто сором'язливому і романтично налаштованому другу. Іноді ці спроби були корисні для Ітітакі, іноді ні — наприклад його жарт із заманюванням Сето у відкрите гаряче джерело, де в цей момент купалися Іорі, Нами та Ідзумі, ледь не призвела до повної втрати Ітітакой репутації «хорошого хлопця». Сейю: Ацусі Кісайті
Ідзумі Ізодзакі (яп. 磯崎 泉, Ісодзакі Ідзумі) — дівчина, з якою Сето познайомився, відпочиваючи на морі. У Ідзумі в цей момент були серйозні проблеми з її хлопцем, а Ітітака вкотре думав про те, чи не час йому відмовитися від надій на кохання Іорі. Після випадку з джерелом відносин між Сето та іншими дівчатами, в тому числі й Йосідзукі, сильно зіпсувалися, тому Ітітака погодився тимчасово побути хлопцем Ідзумі. При розлуці Ісодзакі сказала Сето, щоб той не переставав думати про Іорі і що вона не має на нього подальших домагань. Незважаючи на цю обіцянку, незабаром після повернення з курорту Ідзумі перейшла до школи Сето і стала регулярно (і іноді досягаючи певних успіхів) дошкуляти його своїм освідченням у коханні. Ідзумі, віддалено нагадуючи за зовнішністю Іорі, за характером близька до Іцукі.
Намі (яп. ナミ) — Донька багатих батьків, навчається в одному класі з головними героями. Характер стервозний, любить випити, погуляти на широку ногу, подражнити хлопців надмірно маленьким бікіні чи грою на роздягання.
Юка Морідзакі (яп. 森崎 裕加, Морідзакі Ю:ка) — Однокласниця Іорі та Намі, відіграла важливу роль під час двох зізнань Сето в любові до Іорі. Юке подобається Тератані, але вона всіляко намагається це приховати.
Айко Асо (яп. 麻生 藍子, Асо Айко) — була сусідкою Сето, коли той почав жити один після закінчення школи. Айко старший за Ітітака і як дві краплі води схожа на Іорі.

## Медіа

### Манґа

#### Список томів
| №  | Японською        | Японською          | Англійською      | Англійською            |
| №  | Дата виходу      | ISBN               | Дата виходу      | ISBN                   |
| -- | ---------------- | ------------------ | ---------------- | ---------------------- |
| 1  | 4 вересня 1997   | ISBN 4-08-872411-9 | 12 квітня 2005   | ISBN 978-1-59116-952-9 |
| 2  | 4 листопада 1997 | ISBN 4-08-872412-7 | 5 липня 2005     | ISBN 978-1-59116-953-6 |
| 3  | 24 грудня 1997   | ISBN 4-08-872506-9 | 6 серпня 2005    | ISBN 978-1-59116-969-7 |
| 4  | 4 березня 1998   | ISBN 4-08-872531-X | 8 листопада 2005 | ISBN 978-1-4215-0054-6 |
| 5  | 1 травня 1998    | ISBN 4-08-872553-0 | 3 січня 2006     | ISBN 978-1-4215-0188-8 |
| 6  | 4 серпня 1998    | ISBN 4-08-872592-1 | 7 березня 2006   | ISBN 978-1-4215-0333-2 |
| 7  | 2 жовтня 1998    | ISBN 4-08-872617-0 | 2 травня 2006    | ISBN 978-1-4215-0648-7 |
| 8  | 3 грудня 1998    | ISBN 4-08-872639-1 | 5 липня 2006     | ISBN 978-1-4215-0649-4 |
| 9  | 4 березня 1999   | ISBN 4-08-872681-2 | 5 вересня 2006   | ISBN 978-1-4215-0650-0 |
| 10 | 3 червня 1999    | ISBN 4-08-872727-4 | 7 листопада 2006 | ISBN 978-1-4215-0651-7 |
| 11 | August 4, 1999   | ISBN 4-08-872747-9 | January 2, 2007  | ISBN 978-1-4215-0652-4 |
| 12 | 4 листопада 1999 | ISBN 4-08-872791-6 | 6 березня 2007   | ISBN 978-1-4215-1074-3 |
| 13 | 2 лютого 2000    | ISBN 4-08-872821-1 | 1 травня 2007    | ISBN 978-1-4215-1075-0 |
| 14 | 4 квітня 2000    | ISBN 4-08-872846-7 | 3 липня 2007     | ISBN 978-1-4215-1076-7 |
| 15 | 4 липня 2000     | ISBN 4-08-872887-4 | 4 вересня 2007   | ISBN 978-1-4215-1077-4 |

### OVA

#### Список серійFrom I"s
| Номер | Название серии                   | Дата трансляции |
| ----- | -------------------------------- | --------------- |
|       |                                  |                 |
| 1     | Another Summer Story First Half  | 09.12.2002      |
| 2     | Another Summer Story Second Half | 19.03.2003      |

#### Список серійI"s Pure
| Номер | Назва серії          | Дата трансляції |
| ----- | -------------------- | --------------- |
|       |                      |                 |
| 01    | In the Beginning     | 09.12.2005      |
| 02    | Reminiscence         | 27.01.2006      |
| 03    | Farewell             | 24.02.2006      |
| 04    | Vertigo              | 24.03.2006      |
| 05    | Declaration d` amour | 26.05.2006      |
| 06    | Ensemble             | 23.06.2006      |

## Музика
I's Pure(OVA2)
Відкриваючі теми (opening)
- «Futari no I s(eyes)~i will follow you~»

Виконує: Mizuho
Закриваюча тема (ending)
- «Chiisana tsubasa~eyes for you~»

Виконує: Mizuho